# St. Georg (Gottwollshausen)
Die evangelische Kirche St. Georg in Gottwollshausen, einem Stadtteil von Schwäbisch Hall (Baden-Württemberg) befindet sich auf einem kleinen Hügel am oberen Ende der Steige ins Schleifbachtal hinab.

## Geschichte
Schon im 11. Jahrhundert soll ein Vorgängerbau der heutigen Kirche in Gottwollshausen gestanden haben, der abgerissen wurde. Die Gülden oder Güldin von Gottwollshausen, ein 1431 ausgestorbenes Geschlecht, stifteten laut Eugen Gradmann an der Stelle ihrer einstigen Burg eine Kirche und schenkten sie im Jahr 1229 dem Johanniterspital in Hall. Eingeweiht wurde die Kirche zum heiligen Georg aber erst 1385.
Die Pfarrei des Hospitals zum Heiligen Geist wurde im Jahr 1805 mit der Pfarrei von St. Johann und Gottwollshausen verbunden, doch bereits 1812 wurde dieses Konstrukt wieder aufgelöst: St. Johann und St. Katharina wurden miteinander vereinigt, während der Pfarrort Gottwollshausen samt dem Weiler Sülz Filialpfarrei von Gailenkirchen wurde.

## Beschreibung
Das spätgotische Bauwerk war einst von einem ummauerten Friedhof umgeben. Es besitzt einen Chor im Turm. Zur Ausstattung gehörten einst Freskomalereien, die im Jahr 1689 renoviert wurden und in der Mitte des 19. Jahrhunderts noch sichtbar waren. Heute sind an der Nordwand der Kirche noch Überreste dieser Fresken zu sehen. Ferner besaß die Kirche drei Altäre mit Malereien und Schnitzwerk. Auf den heute noch erhaltenen Predellateilen aus dem späten Mittelalter sind Jesus und die zwölf Apostel zu sehen.
Gradmann erwähnt außerdem das spätgotische Wandtabernakel aus Stein, das er auf das 14. oder 15. Jahrhundert datiert, während man heute annimmt, dass es aus der Erbauungszeit der Kirche stammt, sowie den hölzernen Tauftisch mit Apostelbildern aus dem Jahr 1691. Dieser war eine Spende von ortsansässigen Bürgern und von Mitgliedern des Haller Rates.
Die Sakristei besitzt nach Gradmanns Beschreibung eine Holzdecke mit Rankenmalerei im frühen Renaissancestil. Als Geläute dienten zu Gradmanns Zeiten drei Glocken, von denen eine, von B. Lachenmann, aus dem Jahr 1509 stammte und umgegossen war. Die beiden anderen Glocken waren älter. Die Glocke aus dem Jahr 1509 ist erhalten geblieben und wird heute durch zwei weitere Glocken aus den Jahren 1926 und 1951 ergänzt. Seit 1964 besitzt die Kirche einen eisernen Glockenstuhl und ein elektrisches Läutwerk.